# Time
Time es una revista estadounidense de noticias. Su sede se ubica en la ciudad de Nueva York y se mantiene en publicación continua desde 1923. Desde su fundación hasta 2020, la revista era de tiraje semanal.  
La revista posee tres ediciones internacionales: Time Europe, que además de estar disponible en Europa, también es distribuida en América, África y países del Medio Oriente asiático; Time Asia, con sede en Hong Kong; y la versión del Pacífico Sur, disponible en Australia, Nueva Zelanda y las islas del Pacífico, editado desde Sídney.
Desde 2018, Time es propiedad de Marc Benioff, fundador de Salesforce, quien la adquirió de Meredith Corporation. Benioff publica actualmente la revista a través de Time USA, LLC.

## Historia

### Orígenes
El primer número de la publicación apareció el sábado 3 de marzo del 1923, mucho antes de que surgieran sus competidores de años posteriores, convirtiéndose así en el primer semanario de información general en los Estados Unidos. La revista fue fundada por los periodistas y empresarios Briton Hadden y Henry Luce, quienes habían trabajado juntos en la Universidad de Yale años atrás, siendo miembros de la fraternidad Skull & Bones.

### Primeras ediciones

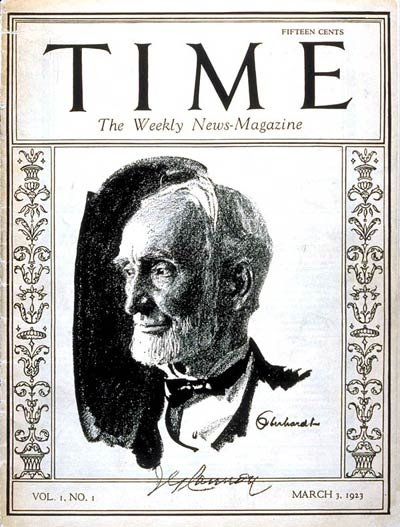
Primera portada de Time, con la imagen de Joseph Gurney Cannon.

Para la primera edición se eligió un retrato a lápiz del líder republicano Joseph Gurney Cannon. Además del retrato, la portada contó con la palabra TIME y la enseña (The Weekly News Magazine; "La revista semanal de noticias" en español).
Con respecto a la palabra TIME, esta no corresponde a la palabra Time (tiempo en español). En algunas de sus campañas publicitarias la compañía ha sugerido que TIME es en realidad un acrónimo de la frase, Today Information Means Everything (Hoy la información lo es todo en español).

### Liderazgo de Hadden
A raíz del enriquecimiento de Hadden (que llegó a ser el joven más rico del mundo en su momento) y su alejamiento del mundo periodístico, Henry Luce se convirtió en el hombre más importante de la publicación y en una de las figuras más importantes de la historia de los medios de comunicación del siglo XX.
Para 1926, la portada cambió su clásico blanco y negro por una franja de color en la parte izquierda de la publicación donde se consignaban los temas a tratar en la edición. También se hizo más frecuente la publicación de fotografías en blanco y negro. Sin embargo, los clásicos bocetos no se sustituyeron completamente. En 1927 la portada sufrió su cambio más notable: El clásico encuadre de color rojo con la foto de portada.
Hadden imprimió su carácter despreocupado al tono de la revista, lo que aún hoy es criticado por algunos sectores que lo consideran poco apropiado para las noticias serias.

### Liderazgo de Luce
Hadden estuvo en el cargo de editor hasta su muerte en 1929, siendo sucedido por Luce, quien tomó control total de la publicación e inició su expansión con la adquisición de otras publicaciones. En 1929 Luce adquirió la revista económica y financiera de su antigua fraternidad Skull and Bones, llamada Fortune, relacionada con la familia Forbes. En 1936, Luce adquirió los derechos de la revista humorística Life, pero con el objetivo de refundarla y usar su nombre de manera oficial; la revista pasó a ser una publicación de fotoperiodismo. Rápidamente la revista adquirió popularidad y desplazó a Time en ventas e importancia, lo cual benefició a ambas publicación por ser de propiedad del mismo dueño.
Después del asesinato del entonces presidente John F. Kennedy, Luce compró la filmación de su asesinato, por lo que salió del dominio público por varios años. Pese a que Luce era el dueño de Time, el video no fue adquirido para esta revista, sino para Life. La rivalidad de Luce con Kennedy llevó a que en vida y a través de Life desacreditara todas sus acciones de gobierno.

### Controversia con O.J. Simpson
La revista desató la polémica en el verano de 1994, cuando el actor y deportista afroamericano O.J. Simpson fue arrestado en un proceso por homicidio. Muchas publicaciones sacaron la fotografía de Simpson tomada en la comisaría justo después de su arresto. Time sin embargo, también publicó dicha fotografía, pero manipulada, donde la piel del procesado aparecía oscurecida y su placa de identificación se redujo. La competidora de Time, Newsweek publicó la misma portada pero sin el retoque de Time, por lo que se hizo obvia la modificación de la foto.
Este hecho generó malestar entra grupos de defensa de derechos humanos, que protestaron contra la publicación, pues la modificación hacía ver más amenazante a Simpson, lo cual fue interpretado como que la revista promovía la culpabilidad de Simpson.
El ilustrador Matt Mahurin, quien fue el encargado de esta alteración en la imagen, dijo más tarde que quiso hacerla más artística «I wanted to make it more artful [sic], more compelling». Desde entonces, para evitar críticas, y además cumplir con la tradicional censura en el mercado de los Estados Unidos, la línea editorial de la revista cambió drásticamente en su tiraje para el resto del mundo.

## Estilo
Time tuvo en sus inicios un estilo característico, pariodiado por Wolcott Gibbs en 1938 en The New Yorker: "Backward ran sentences until reeled the mind … Where it all will end, knows God."
En la historia de la revista sólo se ha publicado un editorial oficial de carácter político, en 1974. Éste editorial buscaba la dimisión del entonces presidente Richard Nixon, salpicado por el escándalo de Watergate. Time incluye un importante apartado dedicado a la vida social y a la industria del entretenimiento. La revista People se inspiró originariamente en esa sección, que fue fundada en 1974.

### Estilo visual
La palabra TIME apareció en todas las ediciones desde 1923, salvo la edición electoral de 2020, donde se sustituyó por la palabra VOTE (VOTA en español).
La primera tapa de la publicación tenía pocos detalles y estaba a blanco y negro. Las portadas se mantuvieron con este estilo hasta 1926, cuando se agregó color al margen de la tapa. Sin embargo, la revista es ampliamente conocida por sus clásicos bordes rojos en su cobertura frontal, introducidos en 1927. Este borde icónico ha sido homenajeado y satirizado por el periódico local de Seattle (Washington), The Stranger en el 2010. 
El borde solo ha sido cambiado sólo en 4 ocasiones desde 1927: La edición que fue publicada inmediatamente después de los atentados del 11 de septiembre de 2001 incluyó un borde negro que simbolizaba el duelo. Sin embargo, esta edición fue una publicación especial, que fue lanzada como Extra el día del atentado; la edición cotidiana salió el día viernes 14 de septiembre con el borde rojo. También la edición del 28 de abril de 2008, el Día de la Tierra, el cual fue dedicado a informar sobre temas del medio ambiente, y tuvo un borde verde. El cambio siguiente apareció en la edición del 9 de septiembre de 2011, con bordes plateados, que recordaban el décimo aniversario de los atentados del 9/11. El cambio más reciente (nuevamente con un borde plateado) fue en la edición del 31 de diciembre de 2012, edición especial sobre el entonces presidente de los Estados Unidos Barack Obama, elegido como "Hombre del Año".

### Portadas
En cuanto a los dos primeros números de la publicación y en términos generales, las 2 primeras ediciones no tenían el nombre de la persona que aparecía en portada, sino su firma. A partir de la tercera portada se empezó a incluir el nombre del personaje. La edición n.º 10 de 1923 incluyó la primera fotografía de una persona, ya que todas las portadas anteriores eran grabados a lápiz; la fotografía mostraba al congresista estadounidense James M. Beck.
Para la portada 22, vol. 3 de 1923, fue elegida la actriz italiana Eleonora Duse, convirtiéndose en la primera mujer en aparecer en la revista. El entonces presidente de México Plutarco Calles, se convirtió en el primer hispanoamericano en aparecer en portada, el 8 de diciembre de 1924. En la edición 6, volumen 4 de 1924, la portada incluía dos fotografías del militar John Joseph Pershing, siendo la primera portada de su clase.
En febrero de 2012, por primera vez en su historia, el semanario publicó su titular principal de portada en español. La frase "Yo decido", del número en cuestión, pretendía ilustrar la creciente importancia del electorado hispano en los comicios presidenciales de los Estados Unidos.
En octubre de 2020 se publicó por primera vez en su historia una portada donde en vez de las tradicionales letras de la portada de "TIME" en mayúsculas, se publicó uno con la palabra "VOTE"; esto en el contexto de las elecciones presidenciales de Estados Unidos de 2020.

## Circulación
Durante el segundo semestre de 2009, la revista tuvo una caída del 34,9% en las ventas de puestos de periódicos. Durante el primer semestre de 2010, se produjo otra disminución de al menos un tercio en las ventas de la revista Time. En el segundo semestre de 2010, las ventas de los quioscos de la revista Time disminuyeron aproximadamente un 12% a poco más de 79.000 copias por semana.[cita requerida]
En 2012, tenía una circulación de 3,3 millones, lo que la convierte en la undécima revista con mayor circulación en los Estados Unidos y la segunda semanal con mayor circulación después de People. A julio de 2017, su circulación fue de 3.028.013. En octubre de 2017, Time redujo su circulación a dos millones. La edición impresa tiene un número de lectores de 1,6 millones, 1 millón de los cuales tienen su sede en los Estados Unidos.

## Persona del año
Una de las acciones de mayor repercusión de la revista es el nombramiento anual de la Persona del Año, reconociendo a la persona o grupo de personas que hayan tenido un efecto mayor en las noticias de dicho año. No tiene por qué ser necesariamente una persona, por ejemplo en 1982 se le concedió al ordenador personal el título de «Máquina del año». Además, en 1999 se eligió a Albert Einstein como «Persona del siglo».
En ocasiones esta elección suscita polémica, ya que la distinción no supone necesariamente un honor, sino que se otorga a quien, para bien o para mal, haya influido más. En el pasado fueron nombrados hombres del año Adolf Hitler o Iósif Stalin.

### Time 100
En los últimos años, Time ha elaborado una lista anual de las 100 personas más influyentes del año. Originalmente, habían hecho una lista de las 100 personas más influyentes del siglo XX. Estos números suelen tener la portada llena de fotos de personas de la lista y dedican una cantidad considerable de espacio dentro de la revista a los 100 artículos sobre cada persona de la lista. En algunos casos, se han incluido más de 100 personas, como cuando dos personas están juntas la lista, compartiendo un puesto.
La revista también elaboró las listas de "las 100 mejores novelas de todos los tiempos" y "las 100 películas de todos los tiempos" en 2005, "Los 100 mejores programas de televisión de todos los tiempos" en 2007, y "All-Time 100 Fashion Icons" en 2012.
En febrero de 2016, Time incluyó por error al autor masculino Evelyn Waugh en su lista de "Las 100 escritoras más leídas en las clases universitarias" (ocupaba el puesto 97 de la lista). El error llamó mucho la atención en los medios de comunicación y causó preocupación por el nivel de educación básica entre el personal de la revista. Time publicó posteriormente una retractación. En una entrevista de la BBC con Justin Webb, el profesor Valentine Cunningham, del Corpus Christi College, Oxford, describió el error como "una pieza de profunda ignorancia por parte de la revista Time".

## Revistas competidoras en Estados Unidos
Otras grandes revistas de noticias americanas:
- The Atlantic (1857)
- Bloomberg Businessweek (1929)
- Mother Jones (1976)
- The Nation (1865)
- National Review (1955)
- The New Republic (1914)
- The New Yorker (1925)
- Newsmax (1998)
- Newsweek (1933)
- U.S. News & World Report (1923)
- The Weekly Standard (1995-2018)